# Konstantin Sergejewitsch Aksakow

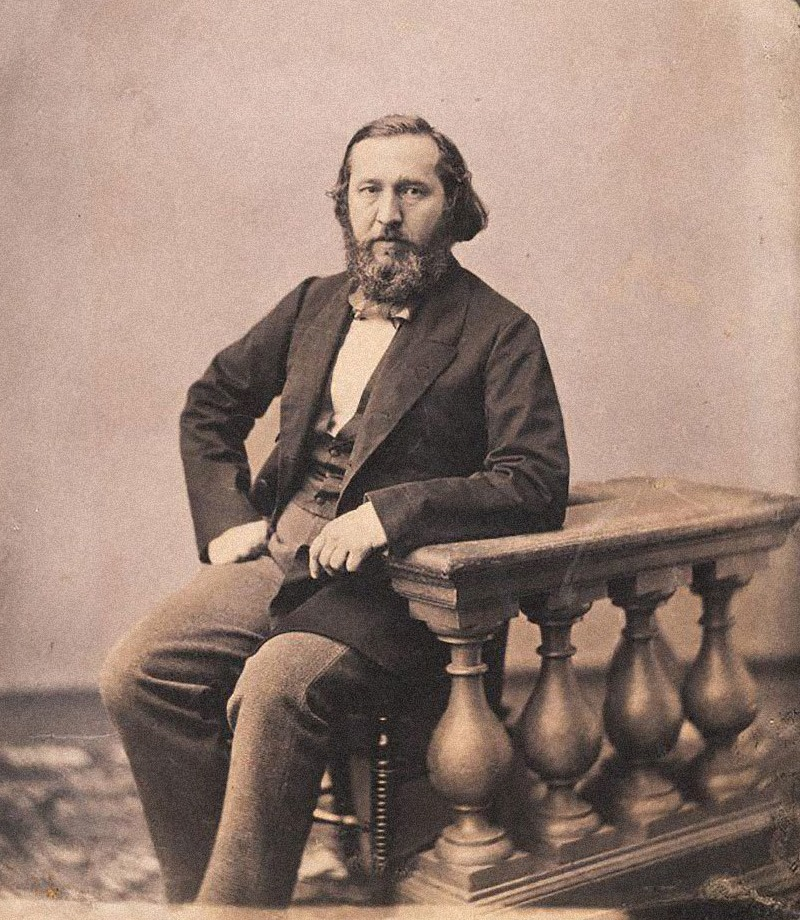
Konstantin Sergejewitsch Aksakow

Konstantin Sergejewitsch Aksakow (russisch Константин Сергеевич Аксаков; * 29. Märzjul. / 10. April 1817greg. im Dorf Nowo-Aksakow des damaligen Gouvernements Orenburg; † 7. Dezemberjul. / 19. Dezember 1860greg. auf der griechischen Insel Zakynthos) war ein russischer Schriftsteller und, wie sein Bruder Iwan, bedeutender Vertreter der Slawophilen.
Konstantin Sergejewitsch Aksakow wurde als Sohn des bekannten Schriftstellers Sergei Timofejewitsch Aksakow auf dessen Gut im Gouvernement Orenburg im südlichen Uralgebiet geboren. Ab 1832 studierte er an der Universität Moskau. Dort wurde er maßgeblich von der Philosophie, insbesondere von der Geschichts- und Kulturauffassung, Georg Wilhelm Friedrich Hegels beeinflusst. In den 1840er Jahren setzte er sich an die Spitze der Slawophilen, die die Zukunft Russlands in der Rückbesinnung auf angenommene slawische Traditionen sahen, im Gegensatz zu den Westlern, die sich an der geistigen und kulturellen Entwicklung Westeuropas orientierten.
1855 formulierte Aksakow seine politischen Ansichten in der Denkschrift „Über Russlands inneren Zustand“ an Zar Alexander II. Darin forderte er eine innere Freiheit der nach einem angenommenen mittelalterlichen Idealbild in Gemeinden organisierten russischen Gesellschaft, ohne Leibeigenschaft und mit Meinungsfreiheit. Dafür sollte der Zar volle Souveränität und Entscheidungsbefugnisse in allen außenpolitischen Fragen behalten. Die zaristische Regierung reagierte darauf zwar nicht mit so scharfer Verfolgung wie auf sozialrevolutionäre, anarchistische oder demokratische Bestrebungen nach westlichem Vorbild, bespitzelte jedoch auch Aksakow und sein Umfeld intensiv.
Mit Aksakows Tod gerieten die sozialromantischen Strömungen der Slawophilie in den Hintergrund und die Bewegung wurde zunehmend nationalistisch.